# Sécheval (Aywaille)
Pour les articles homonymes, voir Sécheval (homonymie).
Sécheval est un hameau de la commune d'Aywaille dans la province de Liège en Région wallonne (Belgique).
Avant la fusion des communes, Sécheval faisait partie de la commune de Sougné-Remouchamps.

## Étymologie
Sécheval signifie Vallée Sèche faisant référence au Vallon des Chantoirs au sein duquel se trouve le hameau.

## Situation et description
Le hameau se situe au nord du village de Remouchamps sur la N.666 qui se dirige vers Deigné et Louveigné. Le ruisseau de Mainire descendant de l'Ardenne pénètre dans la région calcaire de la Calestienne pour s'engouffrer dans le chantoir de Sécheval à la limite sud de la localité.

## Viaduc autoroutier
Quant au Viaduc de Sécheval situé au km 20.8 de l'autoroute E25 Liège-Luxembourg, il se trouve plus au sud du hameau et franchit le ruisseau de la Gervova au-dessus du village de Remouchamps. Il a une longueur de 370 mètres, une hauteur de 67 mètres et précède le Viaduc de Remouchamps.

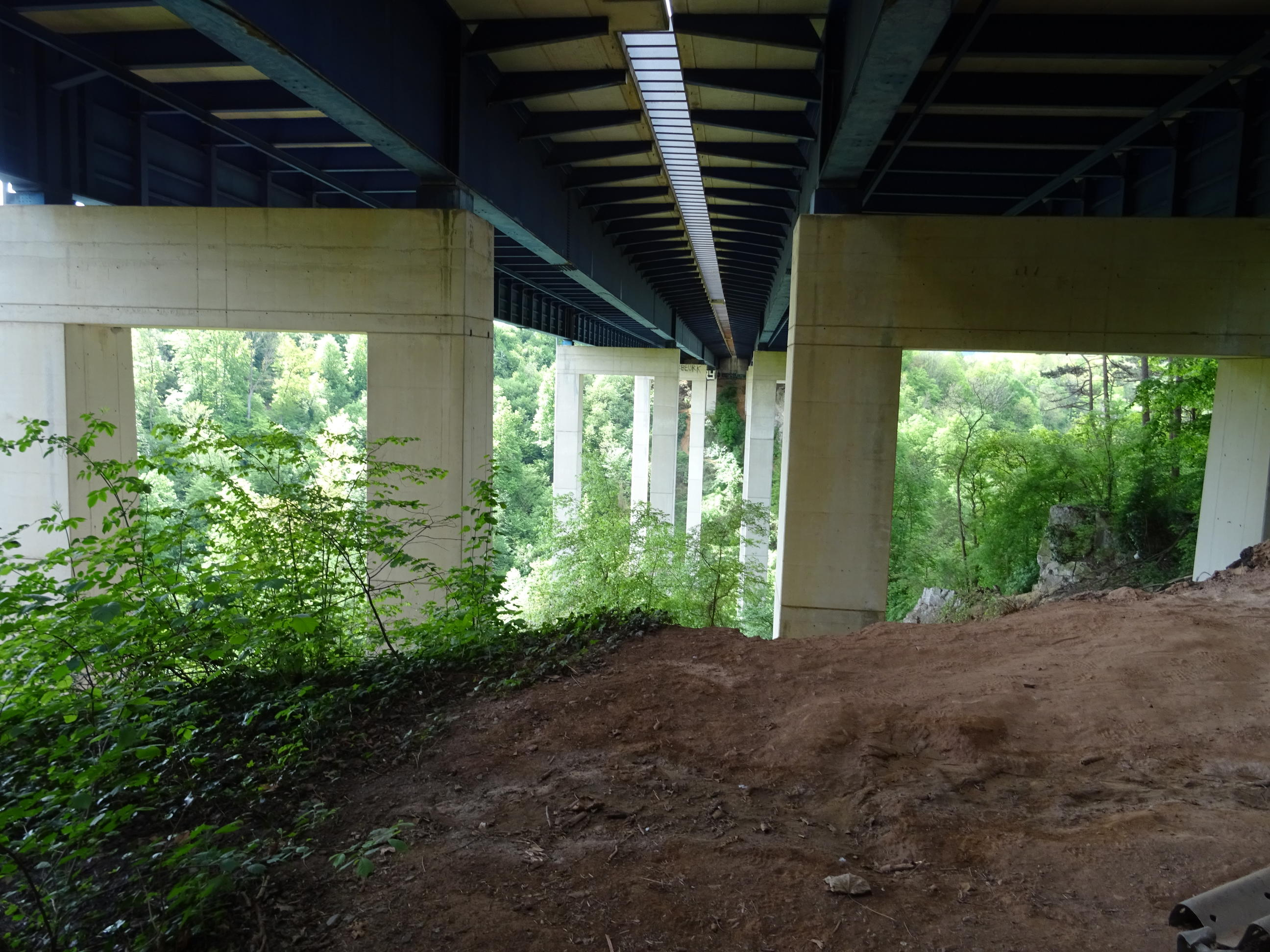
Sous le viaduc de Sécheval
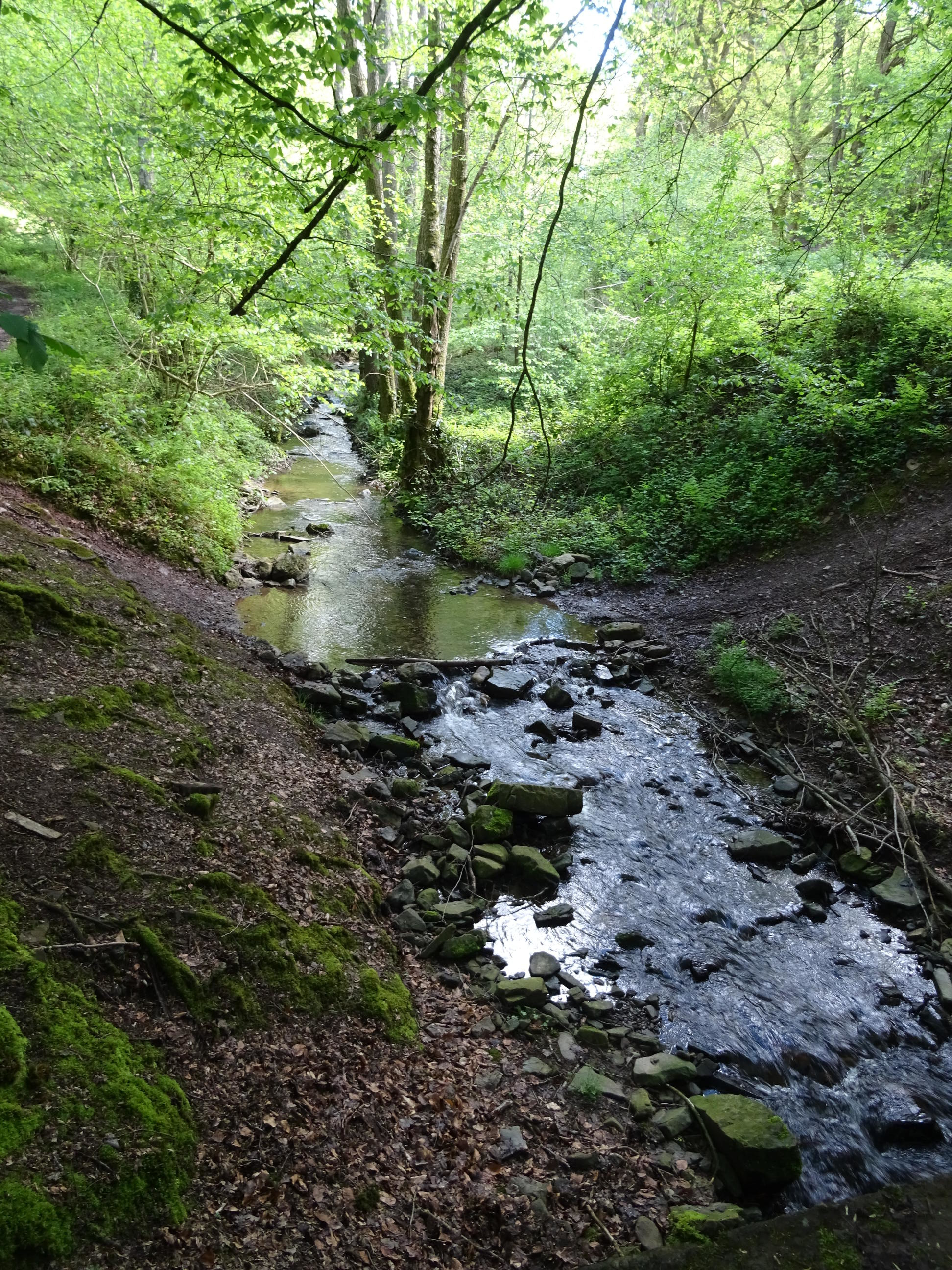
Ruisseau de la Gervova
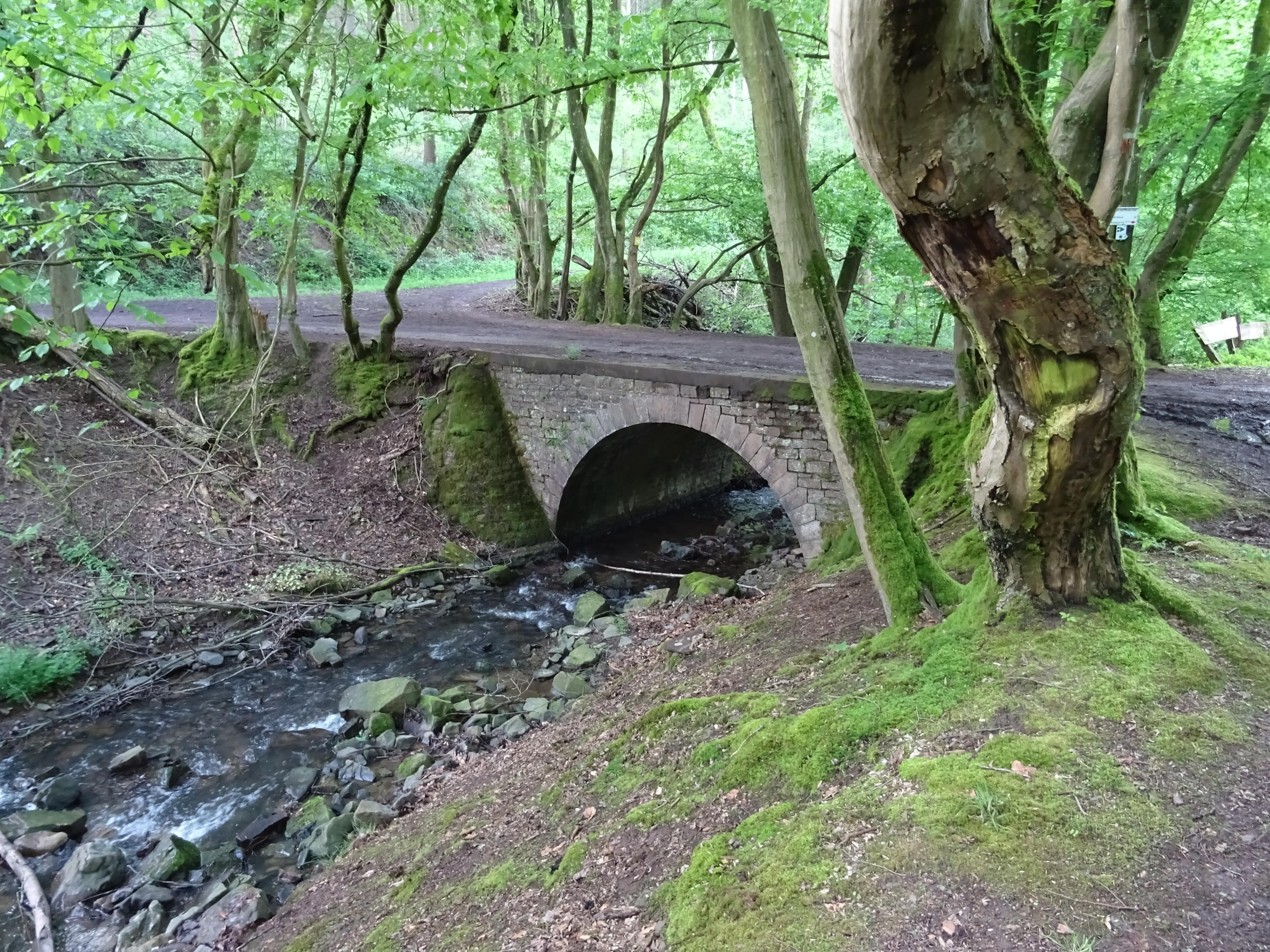
Pont sur le ruisseau de la Gervova